# Khanderao Market
Le Khanderao Market est une construction palatiale située dans la ville de Vadodara, dans l'état du Gujarat, dans l'ouest de l'Inde.
Il a été construit pour Sayajirao Gaekwad III (en), le maharadja de Baroda en 1906, et nommé en hommage au maharadja Khande Rao Gaekwad (1856-1870). Il a été construit comme un cadeau à la ville pour commémorer le jubilé d'argent de l'administration du roi.
Les bureaux de la ville de Vadodara s'y trouvent. Un marché de fleurs et de légumes se trouvent dans ses jardins, d'où son nom de "marché".